# Allium xichuanense
Allium xichuanense — вид рослин з родини амарилісових (Amaryllidaceae); ендемік Китаю.

## Опис
Цибулина одиночна, яйцювата чи від вузько-яйцюватої до яйцювато-циліндричної, діаметром 0.8–1.2 см; оболонка від блідо-коричневої до коричневої. Листки від півциліндричних до півциліндрично-кутастих, від майже рівних до трохи довших від стеблини, 1.5–4 см завширшки. Стеблина (10)20–40 см, циліндрична, вкрита листовими піхвами лише в основі. Зонтик кулястий, густо багатоквітий. Оцвітина від блідо-жовтої до зеленувато-жовтої; сегменти від довгасто-еліптичних до довгасто-яйцюватих, 5–6 × 2–2.5(3) мм, внутрішні іноді трохи довші, ніж зовнішні. Період цвітіння й плодоношення: серпень — жовтень.

## Поширення
Ендемік Китаю — західний Сичуань, північно-західний Юньнань.
Населяє схили, луки; 3100–4400 м.